# Lantanoidák
A periódusos rendszer 57–71. rendszámú elemeit, a lantántól a lutéciumig lantanoidáknak (vagy lantanidáknak) nevezzük. Az f-mező elemei (bár a lantánt vagy a lutéciumot szokás a d-mező elemeihez is sorolni) a 6. periódus elemei közé tartoznak. Bennük a beépülő új elektronok kívülről a 3. héjra, a 4f-alhéjra épülnek be. A lantanoidák közül a prométium radioaktív elem, a természetben nem fordul elő. A szkandiumot, az ittriumot és a lantanoidákat együtt ritkaföldfémeknek is szokás nevezni.

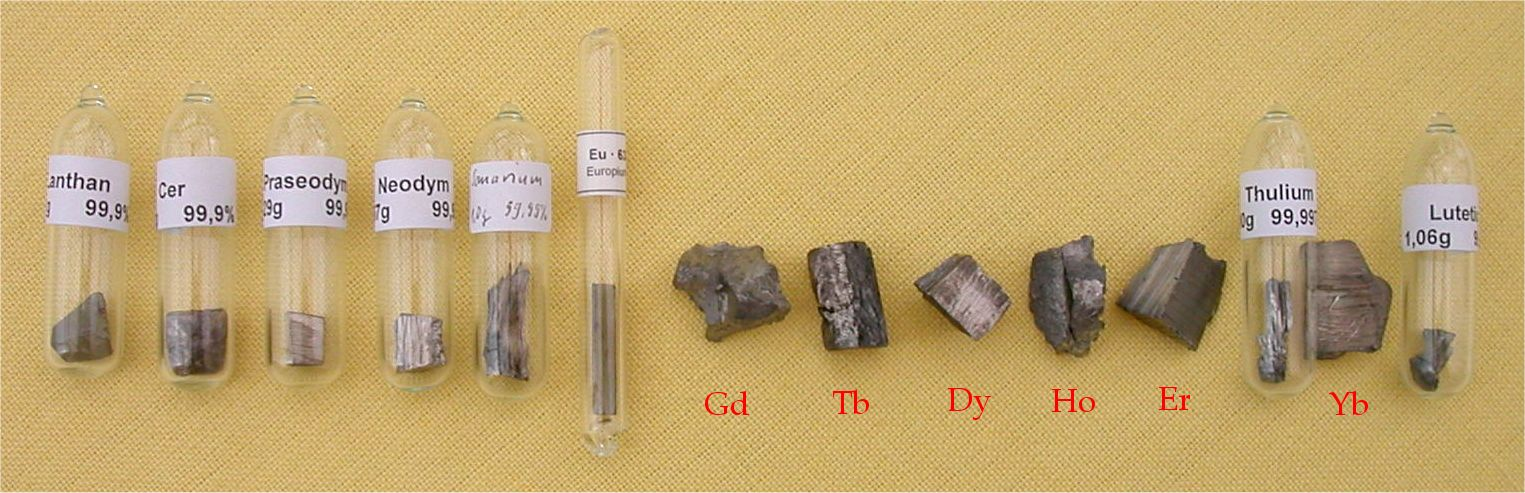
Az összes lantanoida egy képen (kivéve a radioaktív prométiumot)

## Fizikai, kémiai tulajdonságaik
A lantanoidák fizikai és kémiai tulajdonságai nagyon hasonlók egymáshoz. Ennek az az oka, hogy a külső két héjuk elektronszerkezete megegyezik. Ahogy nő a rendszámuk, az atommag vonzó hatása egyre erősebb a külső elektronokra, az f-elektronok ezt csak rosszul árnyékolják. A rendszámuk növekedésével azonos, háromszorosan pozitív töltésű ionjaik mérete egyre csökken (lantanoidakontrakció), emiatt fizikai és kémiai tulajdonságaik egy irányban, aperiodikusan változnak. Ha ionokat képeznek, általában külső, 5d16s2 elektronjaikat adják le, vegyületeikben oxidációs számuk általában +3. A cérium +4, az európium +2 oxidációs számú is lehet.

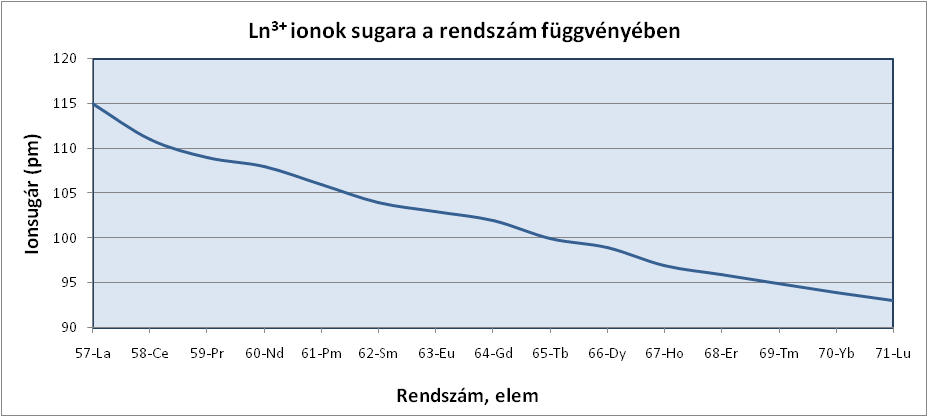
A lantanoidák háromszorosan pozitív töltésű ionjainak sugara a rendszám függvényében

Ezüstfehér, lágy fémek, keménységük a rendszámmal növekszik. Elektromos vezetőképességük a fémekhez képest viszonylag kicsi. Olvadáspontjuk, forráspontjuk magas, olvadáspontjuk a rendszámmal növekszik (Ce: 799 °C → Lu: 1627 °C), két kivételtől, az európiumtól (822 °C) és az itterbiumtól (824 °C) eltekintve. Ennek a két lantanoidának a kristályszerkezete is eltér a többi lantanoidáétól: nem hexagonális, hanem tér-, illetve lapcentrált köbös rácsot alkotnak. Elektropozitív fémek, elektronegativitásuk kisebb, mint az átmenetifémeké (1,1–1,2). Viszonylag alacsony első ionizációs energiájuk is (körülbelül 520–600 kJ/mol). Tulajdonságaik nagyon hasonlítanak a periódusos rendszer III/B oszlopának elemeihez (szkandium, ittrium). Savakban jól, lúgokban nem oldódnak. Levegőn meggyújtva elégnek. Komplex vegyületeikben akár 8-9 is lehet a lantanoida koordinációs száma. A lantanoidák sói közül a halogenidek és a nitrátok vízben jól oldódnak.

## A lantanoida-ionok színe vizes oldatban
| Oxidációs szám | 57             | 58                | 59              | 60               | 61             | 62              | 63             | 64             | 65                | 66                | 67         | 68                   | 69                | 70              | 71             |
| +2             |                |                   |                 |                  |                | Sm2+ vérvörös   | Eu2+ színtelen |                |                   |                   |            |                      | Tm2+ ibolyásvörös | Yb2+ sárgászöld |                |
| +3             | La3+ színtelen | Ce3+ színtelen    | Pr3+ sárgászöld | Nd3+ ibolya      | Pm3+ rózsaszín | Sm3+ sötétsárga | Eu3+ színtelen | Gd3+ színtelen | Tb3+ színtelen    | Dy3+ sárgászöld   | Ho3+ sárga | Er3+ sötét rózsaszín | Tm3+ halványzöld  | Yb3+ színtelen  | Lu3+ színtelen |
| +4             |                | Ce4+ narancssárga | Pr4+ sárga      | Nd4+ kékesibolya |                |                 |                |                | Tb4+ vörösesbarna | Dy4+ narancssárga |            |                      |                   |                 |                |

## Élettani hatásuk
A lantanoida-vegyületek mérgezőek. Egyes lantanoidák (gadolínium, terbium, diszprózium, holmium) vegyületei baktériumölő, más lantanoidák (lantán, cérium, prazeodímium) vegyületei véralvadásgátló hatásúak.

## Előfordulásuk, gyakoriságuk
A lantanoidák részaránya a földkéregben 0,02 tömegszázalék. A természetben ásványaikban általában együttesen találhatóak. Jelentős lantanoidatartalmú ásvány a monacit (cérium-foszfát, CePO4), benne a cérium mellett más ritkaföldfémek is előfordulnak. Korábban nagyon ritka elemeknek gondolták őket, valójában a lantanoidák többsége gyakoribb, mint a jód és az ezüst. A leggyakoribb lantanoida a cérium. Gyakoriságukra érvényes az Oddo–Harkins-szabály, amely kimondja, hogy a páros rendszámú elemek általában lényegesen gyakoribbak, mint azok a páratlan rendszámú elemek, amelyek rendszáma náluk eggyel nagyobb vagy eggyel kisebb. A prométium radioaktív elem, a természetben nem fordul elő. Csak mesterséges atommag-átalakítással állítható elő.

## Felhasználásuk
A lantanoidákat korábban csak elegyfém előállítására használták. Az elegyfém pirofóros sajátságú, ezért tűzkövet készítettek belőle. A cériumot ötvözésre használják, mert jelentősen javítja az öntöttvas szilárdságát. Az európium, a diszprózium, a gadolínium és a szamárium ötvözeteit atomreaktorokban használják neutronelnyelőnek és szabályozó rudak készítésére. Lantanoidákat tartalmazó magnézium- és alumíniumötvözeteket repülőgépek és rakéták gyártására használnak, mert szilárdak és hőállóak. Egyes lantanoidavegyületeket, például lantán-neodímium-fluorid kristályokat lézerek készítésére használnak. Kőolaj krakkolásához és szerves kémiai folyamatokban is használnak lantanoidákat katalizátornak.

## Lásd még
- Elemi sorozat
- Aktinoidák